# Xu Xiaolong
Xu Xiaolong (en chinois : 徐小龙; en pinyin : Xú Xiǎolóng ; né le 20 décembre 1992) est un athlète chinois, spécialiste du triple saut.

## Carrière
Il remporte la médaille de bronze lors de l'Universiade 2015 à Gwangju. Il participe aux Jeux olympiques de 2016, où il termine 11e.

## Palmarès
| Date | Compétition         | Lieu           | Résultat | Marque  |
| ---- | ------------------- | -------------- | -------- | ------- |
| 2015 | Championnats d'Asie | Wuhan          | 5e       | 16,59 m |
| 2015 | Universiade         | Gwangju        | 3e       | 16,75 m |
| 2016 | Jeux olympiques     | Rio de Janeiro | 11e      | 16,41 m |
| 2017 | Championnats d'Asie | Bhubaneswar    | 3e       | 16,45 m |
| 2019 | Championnats d'Asie | Doha           | 3e       | 16,81 m |

## Records
| Épreuve     | Épreuve   | Performance | Lieu    | Date            |
| ----------- | --------- | ----------- | ------- | --------------- |
| Triple saut | Plein air | 16,93 m     | Taiyuan | 13 mai 2015     |
| Triple saut | En salle  | 16,68 m     | Xianlin | 24 février 2017 |